# Ánh tần Lý thị
Chiêu Dụ Ánh tần Lý thị (15 tháng 8, 1696 — 23 tháng 8, 1764), còn gọi với tôn hiệu Tuyên Hy cung (宣禧宮), là một Hậu cung tần ngự của Triều Tiên Anh Tổ và là mẹ đẻ của Tư Điệu Thế tử Lý Huyên trong lịch sử bán đảo Triều Tiên. Bà nổi tiếng trong lịch sử vì là người kêu gọi vua Anh Tổ xử tử chính con trai của họ, với lý do Thế tử mắc bệnh tâm thần nghiêm trọng.

## Cuộc sống trong hoàng tộc

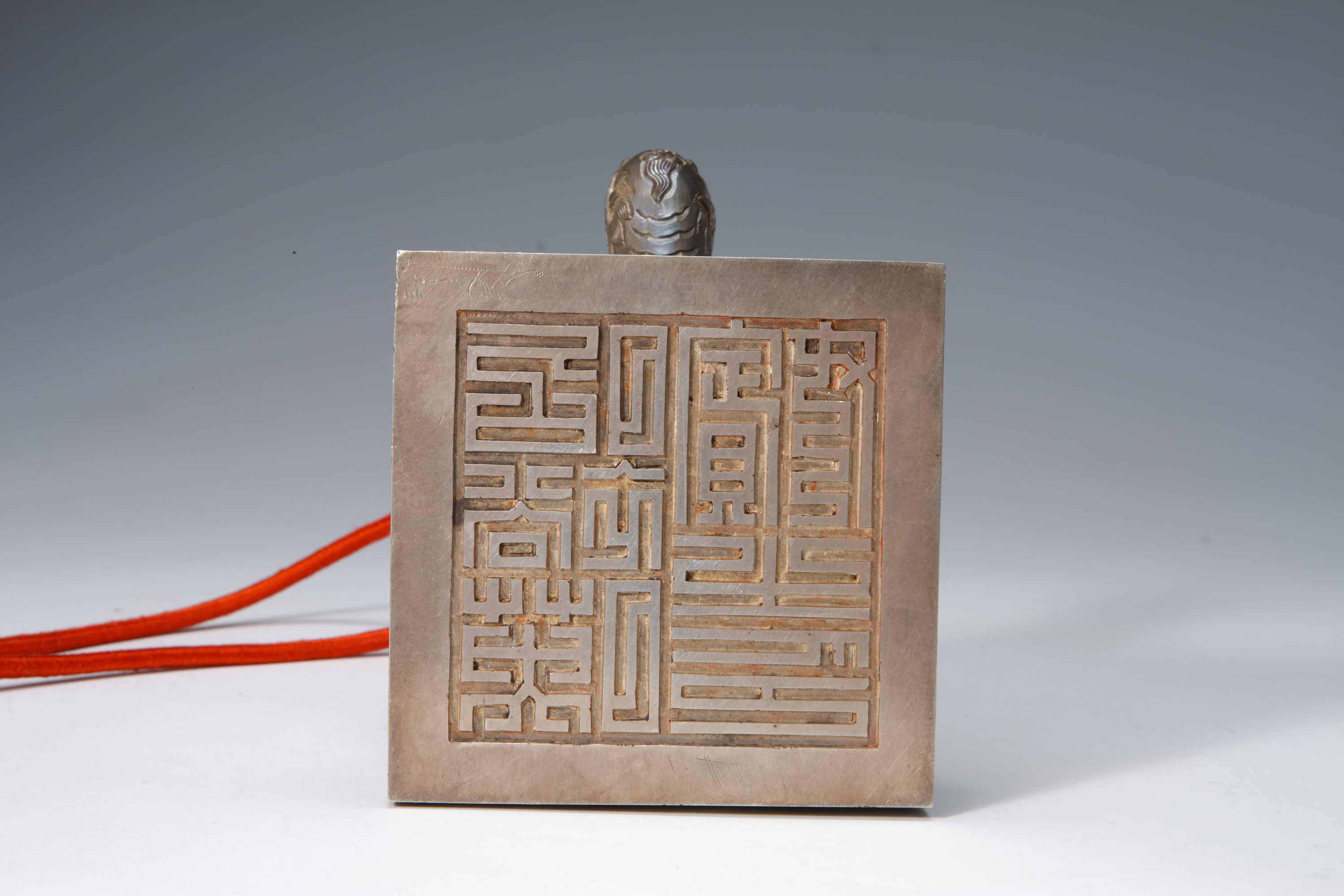
Con dấu của Ánh tần họ Lý

Ánh tần Lý thị bổn quán ở Toàn Nghĩa, sinh vào ngày 18 tháng 7 năm Túc Tông 22, tức 15 tháng 8, 1696, là con gái của Tặng Tán Thành Lý Du Phiên. Bà nhập cung làm Cung nữ khi mới 6 tuổi. Không rõ lúc nào bà vào hầu hạ Vương thế đệ Lý Khâm (em vua Cảnh Tông) và được nạp thiếp.
Năm 1724, Thế đệ lên nối ngôi, Lý thị khi ấy đang được sủng ái nhất Nội mệnh phụ. Năm 1726, bà được thăng lên hàng Thục nghi (淑儀) khi đang mang thai lần đầu. Việc này bị các đại thần dâng sớ can ngăn, nhưng cuối cùng việc vẫn được tiến hành thuận lợi. Tháng 4 năm sau, bà sinh hạ Hòa Bình Ông chúa (和平翁主), con gái thứ hai của Anh Tổ và rất được nhà vua yêu quý. Năm 1728, hai tháng sau lần sinh con thứ hai, bà được phong Quý nhân, ngự ở Tập Phúc hiên, Xương Khánh Cung. Năm 1730, sắc phong làm Ánh tần, thuộc Chánh nhất phẩm Nội mệnh phụ, chỉ sau Vương phi họ Từ khi đó đang là Trung điện.
Bấy giờ trong số hậu cung của Anh Tổ, chỉ có Tĩnh tần họ Lý hạ sinh Thế tử. Tuy nhiên Thế tử chết yểu vào năm 1728. Trong 7 năm sau đó trong cung không có hoàng tử chào đời khiến Anh Tổ chịu áp lực về vấn đề kế vị. Năm 1735, Ánh tần sinh ra người con tứ 6 là 1 Vương tử sau 5 lần liên tiếp sinh con gái, Anh Tổ và triều thần rất vui mừng và sắc phong làm Vương thế tử vào đầu năm 1736.
Ngay sau khi chào đời, Thế tử Lý Huyên đã được đưa đến nuôi dưỡng ở một cung điện khác, và có vẻ như Ánh tần không được đích thân nuôi dạy con mình. Những bảo mẫu thượng cung phụ trách việc chăm sóc thế tử tỏ ra xem thường Ánh tần vì xuất thân bị đánh giá là hèn yếu của bà.
Sau này con dâu của Ánh tần, tức Thế tử tần họ Hồng viết trong hồi ký của mình rằng bà rất thương những đứa con của mình, nhưng lại nghiêm khắc trong việc dạy dỗ họ, "như thể bà không phải là mẹ của họ vậy." Tuy nhiên, bà vẫn tự tay chăm lo cho con mình khi họ đau yếu. Khi Hồng tần trúng tuyển Giản trạch để vào Đông cung kết hôn cùng Thế tử, Ánh tần đã chăm sóc cô khi thể con đẻ của bà, mặc dù theo quy tắc Hoàng gia khi đó, Hồng tần chỉ cần nhìn nhận Từ Vương phi là người mẹ chồng chính thức Năm 1748, con gái đầu lòng của Ánh tần là Hòa Bình Ông chúa qua đời khi đang mang thai, và bà được ghi nhận là đã đau lòng sâu sắc.

## Hành vi của Tư Điệu Thế tử
Năm 1757, Từ phi qua đời, tức là Trinh Thánh Vương hậu. Hai năm sau Anh Tổ lập Vương phi mới là Khánh Châu Kim thị, tức Trinh Thuần Vương hậu. Ánh tần họ Lý đã ủng hộ quyết định tái hôn của nhà vua và đứng ra lo liệu cho buổi hôn sự này.
Ánh tần nhận thức được mối quan hệ ngày càng tồi tệ giữa nhà vua với Thế tử, một vấn đề mà Trinh Thánh Vương hậu lúc còn sinh tiền hay thảo luận với bà. Bà cũng biết việc Thế tử mắc chứng tâm thần nghiêm trọng khi anh ta nhiều lần giết hại các nội cung và thái giám, mà Thế tử tần họ Hồng đã tìm đến gặp bà để xin lời khuyên sau vụ giết người đầu tiên của Tư Điệu vào năm 1757. Ban đầu Ánh tần muốn nói chuyện thẳng với Thế tử, song Hồng tần khuyên bà đừng làm như vậy, vì cô ta sợ hậu quả xảy ra khi Thế tử biết được vợ mình đã tiết lộ sự thật ra bên ngoài. Năm 1760, Thế tử trở nên mất bình tĩnh trong một buổi tiệc sinh nhật và buông lời mắng chửi mẹ và các con của mình. Khi Tư Điệu bắt đầu đe dọa Hòa Hoãn Ông chúa (con gái út của Ánh tần) để tăng thêm quyền tự do cá nhân của mình, bà đã đến chứng kiến cuộc gặp giữa họ, vì lo sợ cho sự an toàn của con gái. Trong một lần vào năm 1760, bà chứng kiến việc Tư Điệu đe dọa sẽ giết chết Hòa Hoãn bằng thanh kiếm của mình.
Ngày 4 tháng 7 năm 1762, Ánh tần viết thư cho Tần cung họ Hồng nói về chuyện Thế tử xách kiếm vào cung điện hành thích vua Anh Tổ. Trong bức thư, bà nói lời xin lỗi với con dâu. Cùng ngày hôm qua, bà đã nói chuyện với nhà vua về những hành vi kì lạ của Thế tử như
Giết chết khoảng hơn 100 người hầu cận trong những năm vừa qua bằng cách thiêu sống.
Đuổi nhũng quan chức phục vụ nhiều năm cho mình và chỉ giữ lại những người trẻ.
Thực hiện những hành vi dâm ô với các kỹ nữ và nữ tu thâu đêm suốt sáng.
Làm 1 chiếc quan tài giấu ở phía sau cung điện để chôn cất những vật dụng bí mật mà Thế tử không chịu tiết lộ...
Ánh tần cho rằng căn bệnh của Tư Điệu là không thể kiểm soát. Bà khuyên nên loại bỏ Thế tử, song vợ và con của anh ta không nên bị giết. Khi nhà vua rời đi, Ánh tần đã đập vào ngực của mình và từ chối ăn uống.

## Qua đời
Thế tử Huyên sau đó bị nhốt vào một thùng gạo và bỏ đói đến chết. Theo hồi kí của Tần cung họ Hồng, Ánh tần họ Lý đã dành hết tình yêu thương chuyển sang cho người cháu trai trưởng, là Thế tôn Lý Toán (tức vua Chính Tổ sau này). Thế tôn Lý Toán được chuyển sang cung điện của bà, ngủ cùng với bà, và bà cũng đứng ra chăm lo việc ăn uống và học tập cho Thế tôn.
Ánh tần bị mắc một khối u và qua đời ngày 23 tháng 8 năm 1764, hưởng thọ 68 tuổi. Tuy nhiên trong hồi ký ghi nhận rằng cái chết của con trai đã ảnh hưởng sâu sắc đến sức khỏe của bà. Cái chết của bà khiến Anh Tổ rất đau buồn, truy phong cho bà cung hiệu Nghĩa Liệt (義烈). Sự việc này chứng tỏ bản thân Anh Tổ rất xem trọng Ánh tần, bởi vì chưa có tiền lệ nào ở Triều Tiên mà một vị vua đich thân ban tên hiệu cho vợ lẽ của mình.
Về sau Thế tôn kế vị, tức vua Triều Tiên Chính Tổ. Năm 1788, Chính Tổ truy tôn cung hiệu cho bà là Tuyên Hi Cung' (宣禧宮). Đến đời Đại Hàn Cao Tông, truy thụy bà thành Chiêu Dụ Ánh tần (昭裕暎嬪).

## Gia đình
- Cha
  - Lý Du Phiên (이유번, 李楡蕃)
- Mẹ, 
  - Hán Dương Kim thị (한양김씨, 漢陽金氏), truy phong Trinh Kính phu nhân (정경부인, 貞敬夫人)
- Chồng: Triều Tiên Anh Tổ Lý Khâm (31 tháng 12, 1694 – 22 tháng 4, 1776) (조선 영조)
- Các con: Ánh tần họ Lý sinh được 1 trai, 6 gái; trong đó có 4 người sống qua tuổi trưởng thành
  - Hòa Bình ông chúa (화평옹주 , 27 tháng 4, 1727, 24 tháng 6, 1748, kết hôn với Cẩm Bình úy (금성위, 錦城尉) Phác Minh Nguyên ((박명원, 朴明源) (1725 - 1790)
  - Con gái, tảo thương (3 tháng 8, 1728[27], 18 tháng 2, 1731[28])
  - Con gái, tảo thương (12 tháng 12, 1729[29], 21 tháng 3, 1731[30])
  - Con gái, tảo thương (1 tháng 1, 1732[31], 12 tháng 4, 1736[32])
  - Hòa Hiệp ông chúa(화협옹주, 1733[33][34] - 1752), kết hôn với Vĩnh Thành úy (영성위, 永城尉) Thân Quang Tuy (신광수, 申光洙)
  - Tư Điệu Thế tử Lý Huyên (이선 사도세자, 13 tháng 2, 1735 - 12 tháng 7, 1762), kết hôn với Huệ Khánh cung Hồng tần, (6 tháng 8, 1735 – 13 tháng 2, 1816)
  - Hòa Hoãn ông chúa (화완옹주) Lý Dung Uyển (이용완, 李蓉婉, 9 tháng 3, 1738[35] - 10 tháng 6, 1808). Kết hôn với Nhật Thành úy (일성위, 日城尉) Trịnh Trí Đạt (정치달, 鄭致達) (14 tháng 12, 1732 – 15 tháng 2, 1757). Tương truyền là người con được vua Anh Tổ yêu thương nhất.Nổi tiếng có xung đột với anh trai Trang Hiến thế tử và cháu trai Chính Tổ.Sau khi Chính Tổ tức bị,bà bị phế bỏ phong hiệu và lưu đày,được phục vị dưới thời Cao Tông.

### Danh sách nguồn
- Ánh tần hành trạng
- Anh Tổ Đại vương Thực lục
- Thai Phong đẳng lục
- Thừa Chánh viện Nhật ký
- Kim, Yang Hi Choi (1974). Hanjung Nok: Memoirs of an Yi Dynasty Court Lady (MA). Australian National University.